# Notiothemis
Genre
Notiothemis est un genre de la famille des Libellulidae appartenant au sous-ordre des anisoptères dans l'ordre des odonates. Il comprend deux espèces.

## Espèces du genreNotiothemis
- Notiothemis jonesi Ris, 1921
- Macrodiplax robertsi Fraser, 1944